# Durham, Oregon
Durham är en stad i Washington County i Oregon. Vid 2010 års folkräkning hade Durham 1 351 invånare.